# 양평단월초등학교
양평단월초등학교는 대한민국 경기도 양평군 단월면 보룡리에 있는 공립 초등학교이다.

## 학교 연혁
- 1934년 4월 14일 광탄공립보통학교 부설 덕수간이학교 개교
- 1943년 6월 15일 단월국민학교로 개칭
- 1981년 3월 1일 병설유치원 개원
- 1994년 9월 1일 산음분교장 편입
- 1996년 3월 1일 양평단월초등학교로 개칭
- 1997년 12월 6일 교육정보실 완공
- 2001년 9월 1일 산음분교장 통합
- 2002년 5월 20일 골프연습장 개장
- 2003년 9월 1일 제16대 함성억 교장 부임
- 2004년 3월 1일 양평부안초등학교 통합
- 2015년 3월 1일 제19대 최혜자 교장 부임

## 참고 자료
- 양평단월초등학교 - 한국교육학술정보원 학교알리미